# Wolfgang Meckelein
Wolfgang Meckelein (* 27. Februar 1919 in Berlin; † 6. Dezember 1988 in Stuttgart) war ein deutscher Geograph und Politiker.

## Leben und Werdegang
Meckelein wuchs in Berlin auf und studierte ab 1946 an der Humboldt-Universität Berlin sowie ab 1948 an der Freien Universität Berlin Geografie, Geologie, Geschichte und Philologie. 1951 promovierte er zum Dr. phil. 
1955 nahm er gemeinsam mit Nikolaus Richter an der gesamtdeutschen Expedition in die Sahara teil, über die auch ein DEFA-Dokumentarfilm entstand.
1957 wurde er Professor an der Freien Universität Berlin. 1959 wechselte er an die Universität Stuttgart und wurde Direktor des Geografischen Instituts. 1965 wurde er für zwei Jahre Rektor der Universität Stuttgart. In jener Zeit wurde er auch Vorsitzender des Verbands deutscher Hochschullehrer.
Im Juni 1968 holte Ministerpräsident Hans Filbinger Meckelein in sein Kabinett und übertrug ihm die Aufgabe eines Staatssekretärs im Kultusministerium Baden-Württemberg unter Minister Wilhelm Hahn. Er hatte im Kabinett jedoch keinen Sitz und kein Stimmrecht. Dieses Amt übte Meckelein bis 1972 aus. Dann ging er wieder zurück an die Universität Stuttgart und widmete sich insbesondere der Klimaforschung und Wüstenbildung.
Meckelein war Mitglied in mehreren Fachgesellschaften. 1987 erhielt er das Bundesverdienstkreuz 1. Klasse.
Meckelein war zweimal verheiratet. Seine erste Frau, von der er einen Sohn und eine Tochter hatte, starb 1970. Später heiratete er Ursula Klemstein.